# Strukturschwäche
Der Begriff Strukturschwäche oder strukturschwache Räume ist eine Bezeichnung aus der Raumordnung und wird zuweilen euphemistisch durch den Begriff Räume mit Stabilisierungsbedarf ersetzt.

## Definition in Deutschland
Die wirtschaftlich strukturschwachen Regionen werden durch den Bund-Länder-Koordinierungsausschuss der Gemeinschaftsaufgabe „Verbesserung der regionalen Wirtschaftsstruktur“ (GRW) nach bundeseinheitlichen Kriterien festgelegt. Grundlage ist der Regionalindikator, der sich aus den folgenden vier gewichteten Indikatoren zusammensetzt:
1. regionales Einkommen: Bruttojahreslohn je Beschäftigen (40 Prozent),
2. regionale Arbeitsmarktentwicklung: regionale Arbeitslosenquote (45 Prozent),
3. zukünftige Erwerbstätigenentwicklung: mittelfristige Prognose der regionalen Erwerbstätigkeit in Relation zur gesamtdeutschen Entwicklung (7,5 Prozent) und
4. Infrastrukturausstattung: aus mehreren Einzelindikatoren zusammengesetzter Infrastrukturindikator (7,5 Prozent).[1]

Die Strukturschwäche einer Region bezieht sich daher allgemein auf drei Standortfaktoren:
- geringe Wirtschaftskraft,
- stagnierende Bevölkerungsentwicklung und
- schlechte Erreichbarkeit.

## Geringe Wirtschaftskraft
Strukturschwache Räume sind häufig landwirtschaftlich geprägte Regionen mit einem Mangel an Arbeitsplätzen in der Industrie (Sekundärsektor) und im Dienstleistungssektor. Die Wertschöpfung in der Landwirtschaft (Primärsektor) fällt in der Regel deutlich geringer aus als im Sekundär- und Tertiärsektor, außerdem besitzt sie eine geringe Innovationsdynamik und einen deutlichen Rückgang an Arbeitsplätzen.
Der Mangel an Arbeitsplätzen und an ausgebildeten Facharbeitern führt auf der einen Seite zu einer Abwanderung von Wirtschaftsbetrieben, auf der anderen Seite zu einer abnehmenden Steuerkraft für die betroffenen Gemeinden, was wiederum durch den Rückgang von Aus- und Weiterbildungsangeboten, Freizeiteinrichtungen und medizinischer Versorgung eine niedrigere Lebensqualität zur Folge hat.
Jedoch können sich auch Industrieregionen zu strukturschwachen Räumen entwickeln, wie sich in Deutschland am Beispiel des Ruhrgebietes aufzeigen lässt: Die im 19. und 20. Jahrhundert vor allem durch Steinkohleförderung und Stahlindustrie geprägte Region sah sich einer tiefgreifenden Strukturkrise ausgesetzt, als in der zweiten Hälfte des 20. Jahrhunderts beide Wirtschaftsbereiche aufgrund des technischen und industriellen Wandels deutlich an Wirtschaftskraft verloren.

## Stagnierende Bevölkerungsentwicklung
Aufgrund der niedrigen Standortattraktivität gibt es in strukturschwache Regionen nur schwache Zuwanderung, während gleichzeitig vor allem vorwiegend junge und dynamische Bevölkerungsgruppen abwandern. Ein stagnierendes Bevölkerungswachstum oder sogar ein Bevölkerungsrückgang sind Indizien für strukturschwache Räume.

## Schlechte Erreichbarkeit
Strukturschwache Räume liegen häufig in peripheren, weit von den Ballungsräumen entfernten Gebieten. Durch ihre meist geringe Bevölkerungsdichte sind sie nur schwach in das öffentliche Verkehrsnetz eingebunden, so dass die Bewohner der strukturschwachen Region Arbeitsorte außerhalb ihrer Region nur unter Schwierigkeiten erreichen können, was wiederum die Abwanderung begünstigt.
Um die Herstellung gleichwertiger Lebensverhältnisse und Lebensbedingungen in strukturschwachen Räumen zu sichern, sind erhebliche Anstrengungen erforderlich, die im Fokus des politischen Handelns stehen können.